# Бредов, Роман Карлович
Роман Карлович Бредов (8 (20) июня 1839—16 (28) марта 1891) — доктор медицины, акушер.

## Биография
С золотой медалью в 1855 году окончил 1-й Санкт-Петербургскую классическую гимназию и поступил своекоштным студентом на медицинское отделение Санкт-Петербургской медико-хирургической академии; осенью 1856 года он был зачислен стипендиатом и в 1860 году окончил академический курс; был награждён похвальным листом, удостоен звания лекаря с отличием и получил звание уездного врача.
Был определён 12 октября 1860 года в Бобруйский военный госпиталь, младшим ординатором. Однако одновременно с этим он был прикомандирован на 2 года ко 2-му Санкт-Петербургскому военно-сухопутному госпиталю для усовершенствования в науках и два с половиной года изучал акушерство и гинекологию под руководством профессора Крассовского. В Бобруйск к месту службы Бредов отправился 20 июня 1863 года, но уже 17 января 1864 года он был возвращён в клинику Крассовского. Через полгода, 19 июля 1864 года, на собственные средства Бредов отправился за границу, где усовершенствовался в науках в Германии, Франции и Англии и 19 ноября того же года вернулся в Санкт-Петербург. После выхода из военной службы 25 апреля 1865 года, он защитил диссертацию (28.05.1866), в которой рассмотрел собранные им из литературы 514 случаев кесарева сечения и 588 случаев операций, уменьшающих объём плода, и был удостоен степени доктора медицины. С 3 июля 1866 года он был определён младшим ординатором 2-го военно-сухопутного госпиталя, продолжая исполнять все обязанности ассистента клиники Крассовского, хотя официально должность ассистента он получил в 1869 году, когда госпиталь был преобразован в клинический и в нём были учреждены штатные должности ассистентов. При этом он стал ассистентом не только в госпитальной клинике, но и в академической акушерско-гинекологической клинике (до 1873 года). Должность ассистента госпитальной клиники он занимал и при профессоре Крассовском и при его преемнике Горвице. В 1878 году, когда госпитальной клиникой стал заведовать профессор Славянский, Бредов был уволен от службы в академии.
Затем он практиковал в Петербурге ещё около 7 лет и в сентябре 1885 года был назначен старшим врачом в Чимкентский военный лазарет. В 1889 году Бредов занял должность старшего врача в Петро-Александровском военном лазарете.
Публикации Р. К. Бредова:
- Случай кесарского сечения на живой женщине // «Протоколы Общества русских врачей», 1862—1863 гг.
- Материалы для более точного установления показаний к кесарскому сечению и операциям, уменьшающим объём плода при высших степенях сужения таза. — СПб., 1886. — докторская диссертация